# Juan José de Austria
Jan Josef Rakouský, často též ve španělské podobě Juan José de Austria (7. dubna 1629 – 17. září 1679, Madrid) byl španělský generál levoboček španělského krále Filipa IV. Působil jako místokrál neapolský (1648), katalánský (1653–1656), nizozemský místodržitel (1656–1659) a v letech 1669–1678 jako místokrál aragonský.

## Mládí

Osobní znak Jana Josefa

Byl jedním z několika nemanželských dětí španělského krále Filipa IV. Jeho matkou byla tehdejší slavná herečka Marie Calderónová. Jan Josef vyrůstal v toledské provincii ve městě Ocaně. Roku 1642 jej Filip uznal za svého syna a udělil mu titul kastilského a leónského velkopřevora johanitského řádu. V letech 1647–1648 velel vojákům proti neapolským povstalcům a v roce 1648 působil krátce v úřadu neapolského místokrále a v letech 1651–1652 bojoval proti povstalcům v Katalánsku.

## Guvernér španělského Nizozemí
Jako nizozemský guvernér, kterým byl v letech 1656–1659, se neosvědčil, neboť za jeho vlády přišlo Španělsko o část Nizozemí, kterého se zmocnila Francie. Porážku utrpěl také při snaze o získání moci Španělů v Portugalsku v letech 1662–1663. Ctižádostivý Jan Josef chtěl využít své oblíbenosti mezi lidem a žádal krále, aby byl prohlášen následníkem trůnu, což Filip roku 1663 zamítl.
V roce 1665 se i přes otcovu nevoli oženil se svou nevlastní sestrou Markétou Marií. Byl otcem tří dcer, které se staly řádovými sestrami.

## Regent
Po Filipově smrti roku 1665 se Jan Josef pokoušel získat regentství za bratra Karla II., ale byl královnou vdovou a jejím zpovědníkem Nithardem vypovězen ze dvora. O tři roky později byl za jeho přispění páter Nithard sesazen, nicméně regentské vlády se Jan Josef ujal až dva roky před smrtí, roku 1677, kdy se mu podařilo se svým vojskem dobýt Madrid a donutit královnu i s novým favoritem Valenzuelou opustit dvůr. Následující rok byl podepsán Nijmegenský mír, jehož důsledkem byla ztráta části španělského Nizozemí a burgundského hrabství. Země se navíc zmítala v hospodářské i sociální krizi, kterou nikdo neřešil.
Už v následujícím roce 1679 Jan Josef zemřel a regentské vlády se opět ujala Marie Anna Habsburská. Janovy ostatky byly uloženy do hrobky španělských Habsburků v Escorialu.